# SCRG1
SCRG1 (англ. Stimulator of chondrogenesis 1) – білок, який кодується однойменним геном, розташованим у людей на 4-й хромосомі. Довжина поліпептидного ланцюга білка становить 98 амінокислот, а молекулярна маса — 11 081.
| 10         |  | 20         |  | 30         |  | 40         |  | 50         |
| ---------- |  | ---------- |  | ---------- |  | ---------- |  | ---------- |
| MKLMVLVFTI |  | GLTLLLGVQA |  | MPANRLSCYR |  | KILKDHNCHN |  | LPEGVADLTQ |
| IDVNVQDHFW |  | DGKGCEMICY |  | CNFSELLCCP |  | KDVFFGPKIS |  | FVIPCNNQ   |

A: Аланін

C: Цистеїн

D: Аспарагінова кислота

E: Глутамінова кислота

F: Фенілаланін

G: Гліцин

H: Гістидин

I: Ізолейцин

K: Лізин

L: Лейцин

M: Метіонін

N: Аспарагін

P: Пролін

Q: Глутамін

R: Аргінін

S: Серин

T: Треонін

V: Валін

W: Триптофан

Секретований назовні.